# 창원터널
창원터널(昌原터널, 영어: Changwon Tunnel)은 경상남도 창원시 성산구 불모산동에서 김해시 대청동을 연결하는 길이 2.3km의 지방도 제1020호선 쌍굴 터널이다. 1992년 관통해 1994년 8월에 경상남도 내 첫 유료도로로 개통한 터널로, 개통 당시 대한민국 내 최장 길이의 도로 터널이었으며 건설 자금을 회수하기 위해 2005년 12월까지 통행료 1000원(승용차 기준)으로 하였다가 2006년 1월부터 통행료를 500원 인하, 2014년 7월까지 요금을 징수할 예정이었으나 김두관 도지사의 정책 중 일부로 2011년 1월 1일을 기해 전면 무료화가 시행되었다. 전면 무료화 시행 이후 톨게이트 주변 지역의 정체가 상당히 완화되는 등의 효과가 있었다. 남해고속도로제2지선의 장유 나들목과 연결되어 교통을 편리하게 해주고 있다.
한편 창원터널은 국토해양부 도로관리청에 의해 지정된 자동차전용도로 구간(1994년 6월 20일부터)으로 보행자, 자전거 등은 통행할 수 없다. 이륜자동차(모터사이클 혹은 오토바이)는 긴급자동차(싸이카와 소방용 모터사이클 등)에 한해 통행이 가능하며, 그 밖의 이륜자동차는 통행할 수 없다.

## 논란

### 통행료 징수
창원터널이 건설되는 과정에서 옛 지방도 1020호선 도로가 사실상 폐쇄되고, 다른 대체도로도 없이 통행료를 징수하여 논란이 되었다. 즉, 터널 위에 있는 기존의 지방도를 대체한다는 구실로 창원터널이 건설되었는데 여기에 요금이 징수되는 것은 부당하다는 것이다. 이러한 문제점이 계속 지적되어 결국 2011년 1월 1일을 기해 창원터널의 전면 무료화가 실시되었다.

### 자동차 전용도로 논란
창원터널이 자동차 전용도로로 지정됨에 따라, 긴급자동차로 지정되지 않은 이륜차 등의 통행이 불가능해져 시민의 통행권을 심각하게 제한했다는 주장이 제기되었다. 이에 대해 경상남도 건설항만본부 측은 1994년 창원터널을 자동차전용도로로 지정할 당시 지방도 제1042호선을 우회도로로 지정하여 논란은 없다고 했지만, 지방도 제1042호선을 이용하게 될 경우 상당히 돌아가야 되기 때문에 이륜자동차를 이용하는 시민들이 큰 불편을 겪었다.

## 제2터널 건립
1994년 창원터널 개통 이후, 고속도로에서 창원의 접근성을 높이려는 초기 의도와 달리 2000년 이후 장유 신도시의 개발이 가속화되면서 장유지역 인구가 폭증하여 장유에서 창원으로 통근 수요또한 폭증, 결국 해마다 급격하게 교통량이 급증하게 되었다. 그러나 창원터널은 더 이상의 확장은 불가능하여 대안으로 제2터널의 건립을 계획하게 되었고, 구체적으로 노선은 창원시 성산구 사파동과 부산광역시 강서구 생곡동을 잇는 형태로 결정되었다. 2013년 개통을 목표로 3,617억원의 사업비가 투입되었으며, 건설 사업 시행사는 '주식회사 경남하이웨이'가 선정되었다. 그리하여 2012년 2월 29일 개통되었다.

## 같이 보기
- 지방도 제1020호선